# Марк Осторий Скапула (консул 99 г.)
Вижте пояснителната страница за други личности с името Марк Осторий Скапула.
Марк Осторий Скапула (на латински: Marcus Ostorius Scapula) е сенатор на Римската империя през 1 и 2 век.
Вероятно внук на Марк Осторий Скапула (суфектконсул 59 г.). През септември и октомври 99 г. той е суфектконсул заедно с Квинт Фулвий Гилон Битий Прокул. През 114/115 г. е проконсул на Азия.